# لخوسواف مارشاوک
لخوسواف مارشاوِک (لهستانی: Lechosław Marszałek؛ ۹ مارس ۱۹۲۲ – ۲۶ مارس ۱۹۹۱) یک کارگردان فیلم اهل لهستان بود.
از فیلم‌ها یا مجموعه‌های تلویزیونی که وی در آن‌ها نقش داشته‌است می‌توان به رکسیو و بولک و لولک اشاره نمود.